# John Lumsden (futbolista nacido en 1960)
John Lumsden (Edimburgo, 15 de diciembre de 1960-22 de abril de 2016) fue un futbolista británico que jugaba en la demarcación de centrocampista.

## Biografía
Debutó como futbolista en 1979 con el East Fife FC a las órdenes del entrenador Dave Clarke. Jugó durante una temporada, consiguiendo jugar un total de 22 partidos y anotar siete goles. Finalmente fue traspasado al Stoke City FC, donde jugó tres años en la Football League First Division con seis partidos disputados. Finalmente en 1982 se fue al Redbridge Forest FC, donde finalizó su carrera deportiva.
Falleció el 22 de abril de 2016 a los 55 años de edad tras sufrir un tumor cerebral.

## Clubes
| Club          | País       | Año         | Partidos | Goles |
| ------------- | ---------- | ----------- | -------- | ----- |
| East Fife FC  | Escocia    | 1979        | 22       | 7     |
| Stoke City FC | Inglaterra | 1979 - 1982 | 6        | 0     |